# Valle d'Aosta Open
Il Valle d'Aosta Open è stato un torneo di tennis che si è giocato a Courmayeur nel 2011. Fu l'unica edizione del torneo poiché, per mancanza di fondi, non vennero organizzate altre edizioni .

## Albo d'oro

### Singolare
| Anno | Campione      | Finalista     | Punteggio   |
| ---- | ------------- | ------------- | ----------- |
| 2011 | Nicolas Mahut | Gilles Müller | 7–6(4), 6–4 |

### Doppio
| Anno | Campioni                   | Finalisti                         | Punteggio |
| ---- | -------------------------- | --------------------------------- | --------- |
| 2011 | Marc Gicquel Nicolas Mahut | Olivier Charroin Alexandre Renard | 6–3, 6–4  |